# Neckera pumila
Espèce
Neckera pumila ou Neckère naine est une espèce de mousses de la famille des Neckeraceae.
Elle est constituée d'une tige primaire rampante présentant de nombreuses tiges secondaires dressées ou pendantes, pinnées, aux feuilles ovales et brillantes, denticulées au sommet. La capsule est portée par un pédicelle et comporte un opercule à bec court.

## Liste des variétés
Selon Tropicos (14 avril 2019) (Attention liste brute contenant possiblement des synonymes) :
- variété Neckera pumila var. elongata Lindb.
- variété Neckera pumila var. philippeana (Schimp.) A.W.H. Walther & Molendo